# 池上嘉彦
池上 嘉彦（いけがみ よしひこ、1934年2月6日 - ）は、日本の言語学者。専門は記号論・意味論・詩学。東京大学教養学部教授を経て、東京大学名誉教授。昭和女子大学大学院特任教授。

## 経歴
1934年、京都市伏見区生まれ。1956年東京大学英語英文学専修課程卒業。同大学院修士課程修了。
1963年より東京大学助手。以降、東京大学教養学部に定年退職するまで所属し、勤務することになる。アレクサンダー・フォン・フンボルト財団およびフルブライト・プログラムの研究員となり、西ドイツ、米国、英国に研究滞在する。1969年、イェール大学で言語学博士の学位を取得。ミュンヘン大学、ロンドン大学客員教授もつとめた。1985年、東京大学教養学部教授に昇任。1995年に東京大学を定年退職し、名誉教授となった。その後は、昭和女子大学大学院教授、のち特任教授として教鞭をとった。学界では、2000年に設立された日本認知言語学会初代会長を務める。

## 研究内容・業績
主要な著作として『意味論』(1975年)、『詩学と文化記号論』(1983年)があるほか、この分野の名著の翻訳書も多い。一般向けの著書としては『意味の世界』(1978年)、言葉と文化の関係についての新しい考え方を説いた『記号論への招待』(1984年)や『英語の感覚・日本語の感覚』(2006年)などが良く知られている。

## 著書

### 単著
- 『英詩の文法 語学的文体論』（研究社出版、1967年）
- 『意味論 意味構造の分析と記述』（大修館書店、1975年）
- 『意味の世界 現代言語学から視る』（日本放送出版協会（NHKブックス）、1978年、改版2024年）
- 『「する」と「なる」の言語学 言語と文化のタイポロジーへの試論』（大修館書店、1981年）
- 『ことばの詩学』（岩波書店、1982年。同時代ライブラリー、1992年
- 『詩学と文化記号論 言語学からのパースペクティヴ』（筑摩書房、1983年／講談社学術文庫、1995年
- 『記号論への招待』（岩波新書、1984年）
- 『ふしぎなことばことばのふしぎ』（筑摩書房（ちくまプリマーブックス）、1987年／ちくまQブックス、2022年）
- 『〈英文法〉を考える 〈文法〉と〈コミュニケーション〉の間』（筑摩書房（ちくまライブラリー）、1991年／ちくま学芸文庫、1995年
- 『「日本語論」への招待』（講談社、2000年）「日本語と日本語論」ちくま学芸文庫、2007年
- 『自然と文化の記号論』（放送大学教育振興会、2002年）
- 『英語の感覚・日本語の感覚：〈ことばの意味〉のしくみ』（日本放送出版協会（NHKブックス）、2006年）

### 共編著
- 『C.C.フリーズ』 (不死鳥英文法ライブラリ)石橋幸太郎, 桑原輝男共著 南雲堂 1963
- 『文化記号論への招待 ことばのコードと文化のコード』山中桂一、唐須教光共著 (有斐閣選書) 1983　「文化記号論 ことばのコードと文化のコード」講談社学術文庫
- 『英語の意味』 (テイクオフ英語学シリーズ) 編 大修館書店 1996
- 『自然な日本語を教えるために 認知言語学をふまえて』守屋三千代共編著 ひつじ書房 2009
- 『ことばワークショップ 言語を再発見する』大津由紀雄編,窪薗晴夫,西山佑司共著 開拓社言語・文化選書 2011

### 翻訳
- S・ウルマン『言語と意味』（大修館書店、1969年）
- シドニー・フック編『言語と思想』三宅鴻,大江三郎共訳 研究社出版 1974
- G・リーチ、J・スヴァルトヴィック『現代英語文法 コミュニケーション編』池上恵子共訳 紀伊国屋書店、1977年）
- R・クヮーク、S・グリーンバウム『現代英語文法　大学編』紀伊国屋書店、1977年）
- ベンジャミン・リー・ウォーフ『言語・思考・現実』弘文堂、1978年（のち講談社学術文庫）
- テレンス・ホークス『構造主義と記号論』（紀伊国屋書店、1979年）
- アラン・ダンダス『民話の構造 アメリカ・インディアンの民話の形態論』（大修館書店、1980年）
- S・I・ハヤカワ『ことばと人間』（池上恵子共訳 紀伊国屋書店、1980年）
- ルドルフ・フォン・イェーリング『権利のための闘争』（栂善夫共訳、研究社小英文叢書284、研究社、1986年）
- ウンベルト・エーコ『記号論 Ⅰ・Ⅱ』（岩波書店、岩波現代選書、1980年。同時代ライブラリー、1996年）、講談社学術文庫、2013年
- R・ド・ボウグランド、W・ドレスラー『テクスト言語学入門』（紀伊国屋書店、1984年）
- R・ヤコブソン『言語とメタ言語』山中桂一共訳 勁草書房、1984年）
- T・A・シービオク『自然と文化の記号論』（勁草書房、1985年）
- ウンベルト・エーコ、V・V・イワーノフ、モニカ・レクトール共著『カーニバル!』（唐須教光共訳 岩波書店、1987年）
- ジェフリー・リーチ『語用論』（河上誓作共訳 紀伊国屋書店、1987年）
- ランドルフ・クヮーク『ことばの働き』（豊田昌倫共訳 紀伊国屋書店、1988年）
- トマス・A・シービオク『動物の記号論』（勁草書房、1989年）
- アラン・ダンダス『シンデレラ』（紀伊国屋書店、1991年）
- ジョージ・レイコフ『認知意味論』（紀伊国屋書店、1993年）
- アラン・ダンダス『「赤ずきん」の秘密』三宮郁子, 山崎和恕共訳（紀伊国屋書店、1994年）
- E・サピア『文化人類学と言語学』（弘文堂、1995年）
- F・ウンゲラー、H・J・シュミット『認知言語学入門』（大修館書店、1998年）